# 堀内博之
堀内 博之（1962年12月21日—），日本青森縣出身的原畫師、角色設計師，從事作畫監督和人物設定。

## 來歷
1981年加入「スタジオぽっけに」公司，1987年該公司解散後，加入了AIC動畫公司。1988年從AIC退社、恢復成自由身。

## 主要參與的作品

### 電視動畫
- 原子小金剛 第二部動畫 （1980年 - 1981年）動畫
- 忍者哈特利 （1981年 - 1987年）原畫
- サイボットロボッチ （1982年 - 1983年）原畫
- 湯匙媽媽 （1983年）動畫、原畫
- Q太郎 （1985年 - 1987年）原畫
- 小白獅王 第三部動畫 （1989年 - 1990年）原畫
- 天地無用! （1995年）人物設定
- 名偵探柯南 （1996年 - ）原畫、作畫監督、OP・ED原畫、デザインワークス、テクニカルアドバイザー
- 馳風！競艇王 （2004年）作畫監督
- 御伽草子 （2004年）作畫監督
- 攻殼機動隊 S.A.C. 2nd GIG （2004年 - 2005年）原畫
- 家庭教師HITMAN REBORN! （2006年）原畫、作畫監督
- 驅魔少年 （2006年 - 2008年）原畫
- 吉宗 （2006年）總作畫監督、人物設定
- 死神的歌謠 （2007年）作畫監督、總作畫監督、人物設定
- 神曲奏界 （2007年）作畫監督、人物設定
- Porfy的長旅 （2008年）作畫監督、總作畫副監督
- 圖書館戰爭 （2008年）原畫
- 藥師寺涼子怪奇事件簿 （2008年）原畫
- 零之使魔～三美姬的輪舞～ （2008年）原畫、總作畫監督
- 亡念之扎姆德 （2008年 - 2009年）原畫、ED原畫
- 白色相簿 （2009年）プロップデザイン
- 鋼之鍊金術師 FULLMETAL ALCHEMIST （2009年）OP原畫
- 東之伊甸 （2009年）原畫
- CANAAN （2009年）作畫監督、OP原畫
- 江戶盜賊團五葉 （2010年）作畫監督
- 幼女戰記 （2017年）原畫

### 劇場版動畫
- 風之谷 （1984年）動畫
- 赤足小子 2 （1986年）動畫
- 螢火蟲之墓 （1988年）動畫、原畫
- 阿基拉 （1988年）原畫
- 老人Z （1991年）原畫
- 魯邦三世 くたばれ!ノストラダムス （1995年）原畫
- 魯邦三世 DEAD OR ALIVE （1996年）原畫
- 劇場版 天地無用! in LOVE （1996年）人物設定、總作畫監督
- 名偵探柯南劇場版系列
  - 名偵探柯南 第14號獵物 （1998年）原畫
  - 名偵探柯南 瞳孔中的暗殺者 （2000年）レイアウト、原畫
  - 名偵探柯南 往天國的倒數計時 （2001年）原畫
  - 名偵探柯南 貝克街的亡靈 （2002年）デザインワークス
  - 名偵探柯南 紺碧之棺 （2007年）作畫副監督、レイアウトチェッカー
  - 名偵探柯南 戰慄的樂譜 （2008年）作畫副監督、レイアウトチェッカー、原畫
  - 名偵探柯南 漆黑的追跡者 （2009年）メカデザイン、作畫副監督、レイアウトチェッカー
- 劇場版 百變小櫻 （2000年）作畫監督
- 人狼 JIN-ROH （2000年）原畫
- 攻殼機動隊2 INNOCENCE （2004年）原畫
- 火影忍者劇場版：幻之地底遺跡 （2005年）原畫
- 惡童當街 （2006年）原畫
- 火影忍者劇場版：火之意志的繼承者 （2009年）總作畫監督

### OVA
- THE八犬伝 （1990年 - 1991年）作畫監督、作畫副監督、原畫
- 自由 FREEDOM （2006年）作畫監督

## 外部連結
- （日語） 堀内博之小辭典（作画@wiki）
- 堀内博之的新浪微博